# Vicki Peterson
Victoria Anne Theresa "Vicki" Peterson Cowsill (Los Angeles, 11 de janeiro de 1958) é uma musicista americana.
Ela tentou carreira solo no início da carreira, "eu era uma criança, que andava com sua guitarra a cada verão à tarde no parque, tocando suas composições para quem quisesse ouvir ...". Em 1981, ela fundou uma banda, mais tarde renomeada de The Bangles, com sua irmã Debbi Peterson e Susanna Hoffs.
Depois que o The Bangles se desfez em 1989, Peterson tocou com o Continental Drifters e The Psycho Sisters, em ambos com Susan Cowsill, ao lado.
Peterson se casou com o músico John Cowsill em 25 de outubro de 2003.
Em agosto de 2014, depois de tocar juntas como Psycho Sisters há mais de 20 anos, Peterson e Susan Cowsill lançaram seu primeiro álbum, intitulado Up on the Chair, Beatrice.